# Малашичев, Егор Борисович
Его́р Бори́сович Мала́шичев (10 июня 1973 — 15 декабря 2018) — российский герпетолог, орнитолог, биолог развития, этолог и нейробиолог. Имел широкий круг научных интересов, занимался орнитологией, биологией развития амфибий, рептилий и птиц, асимметрией мозга и двигательной активности различных групп позвоночных.

## Биография

### Ранние годы
Родился 10 июня 1973 года в Ленинграде. Учился в школе № 207. В школьные годы увлёкся орнитологией и занимался в кружке экологии Анатолия Борисовича Есипова в Ленинградском Дворце пионеров, участвовал в экспедициях кружка в Хопёрский заповедник.

### Научная и педагогическая деятельность
В 1990 году поступил на биолого-почвенный факультет СПбГУ. В бакалавриате специализировался на кафедре зоологии позвоночных. Начал работать по орнитологической тематике под руководством Виталия Витальевича Бианки в Кандалакшском заповеднике, где изучал рацион чаек по материалу погадок. Защитил выпускную квалификационную работу под руководством Елены Евгеньевны Коваленко по теме «Методы анализа роста и развития личинок бесхвостых амфибий» (1994). В магистратуре продолжил исследования морфогенеза бесхвостых земноводных, тема магистерской диссертации — «Развитие и изменчивость позвоночника представителей семейства круглоязычных (Discoglossidae)» (1996). Кандидат биологических наук с 1999 года (тема диссертации — «Строение и развитие крестцово-тазового комплекса амниот»).
С 2000 года преподавал на кафедре зоологии позвоночных в должности ассистента, затем старшего преподавателя, с 2006 года — в звании доцента. Читал лекции и вёл практические курсы по герпетологии и биологии развития, а также проводил полевые учебные практики на базе стационаров факультета. Сформировал на кафедре зоологии позвоночных научную школу изучения поведенческой асимметрии позвоночных. Организовывал и принимал участие в этологических экспедициях в Шри-Ланку, Австралию, Тасманию, Южную Африку, Намибию. Руководил исследовательской работой студентов и аспирантов, а также школьников-юннатов, активно занимался популяризацией науки.
В 2000-х годах при поддержке Фонда Александра фон Гумбольдта Егор Борисович Малашичев некоторое время работал в Фрайбургском и Дрезденском университетах, а также в Университете Триеста, в результате чего в круг его научных интересов вошли эволюционная и молекулярная биология и биологическая психиатрия. Возглавлял созданную в 2013 году лабораторию молекулярной нейробиологии в Институте экспериментальной медицины.

### Редакторская деятельность
Егор Борисович Малашичев входил в редакционные коллегии журналов «Scientific Reports», «Animal Behavior and Cognition», «Animals», «Frontiers in Psychology», а также выступал в качестве приглашённого редактора издательства «Psychology Press».
В 2014 году вошёл в состав редакционной коллегии журнала «Вестник СПбГУ» (Серия 3. Биология). С 2016 года стал главным редактором серии, которая вскоре была преобразована в самостоятельное издание «Biological Communications». Как редактор журнала поставил своей целью добиться включения в международную базу данных научной периодики «Scopus», что и произошло 2019 году, вскоре после его смерти.

### Семья
С 1995 года был женат на Анне Борисовне Малашичевой, выпускнице и доценте кафедры эмбриологии СПбГУ, сотруднице Медицинского центра им. В. А. Алмазова. Трое детей: Елизавета (род. 2003), Евдокия (род. 2007), Фёдор (род. 2011).

### Смерть
Скоропостижно скончался 15 декабря 2018 года, в день 23-й годовщины свадьбы. Смерть наступила от тромбоэмболии.

## Труды
Автор около 120 печатных работ, в том числе 5 монографий:
- Малашичев Е. Б. Строение и развитие крестцово-тазового комплекса амниот // Труды Санкт-Петербургского общества естествоиспытателей. Серия 4. — СПб., 2006. — Т. 88. — С. 1—127.
- Behavioral and Morphological Asymmetries in Vertebrates / Y. B. Malashichev, A. W. Deckel (eds.). — Texas, USA: Landes Biosciences, 2006. — 193 p. — (Molecular Biology Intelligence Unit).
- Гилёв А. Н., Каренина К. А., Малашичев Е. Б. Асимметрия использования конечностей у млекопитающих. — М.: Товарищество научных изданий КМК, 2016.
- Giljov A. N., Karenina K. A., Malashichev Y. B. Manual laterality in marsupials. — Moscow: KMK Scientific Press, 2017. — 114 p.
- Каренина К. А., Гилёв А. Н., Малашичев Е. Б. Асимметрия мозга и материнско-детские взаимоотношения млекопитающих. — СПб.: Лань, 2019. — 204 с.

## Память
В честь Егора Борисовича Малашичева был назван новый вид и род ископаемых хвостатых земноводных Egoria malashichevi из отложений средней юры Западной Сибири.

## Награды и премии
- Почётная премия Европейской академии для молодых российских учёных (2006)
- Грант Президента России для молодых кандидатов наук (2005, 2007)
- Стипендия Фонда Александра фон Гумбольдта (2004, 2006)